# Senecio spatulifolius
Senecio spatulifolius là một loài thực vật có hoa trong họ Cúc. Loài này được Kellogg miêu tả khoa học đầu tiên năm 1873.